# Ivanîci, Rivne
Ivanîci (în ucraineană Іваничі) este un sat în comuna Malîi Șpakiv din raionul Rivne, regiunea Rivne, Ucraina.

## Demografie
Componența lingvistică a localității Ivanîci
     Ucraineană (99,57%)
     Alte limbi (0,43%)
Conform recensământului din 2001, majoritatea populației localității Ivanîci era vorbitoare de ucraineană (99,57%), existând în minoritate și vorbitori de alte limbi.